# Freostathes freoides
Freostathes freoides là một loài bọ cánh cứng trong họ Cerambycidae.